# جنیفر نوبیس
جنیفر نوبیس (انگلیسی: Jennifer Nobis؛ زادهٔ ۲۲ مارس ۱۹۸۴) بازیکن فوتبال اهل ایالات متحده آمریکا است.
از باشگاه‌هایی که در آن بازی کرده‌است می‌توان به بوستون بریکرز اشاره کرد.